# Fusionsenergi

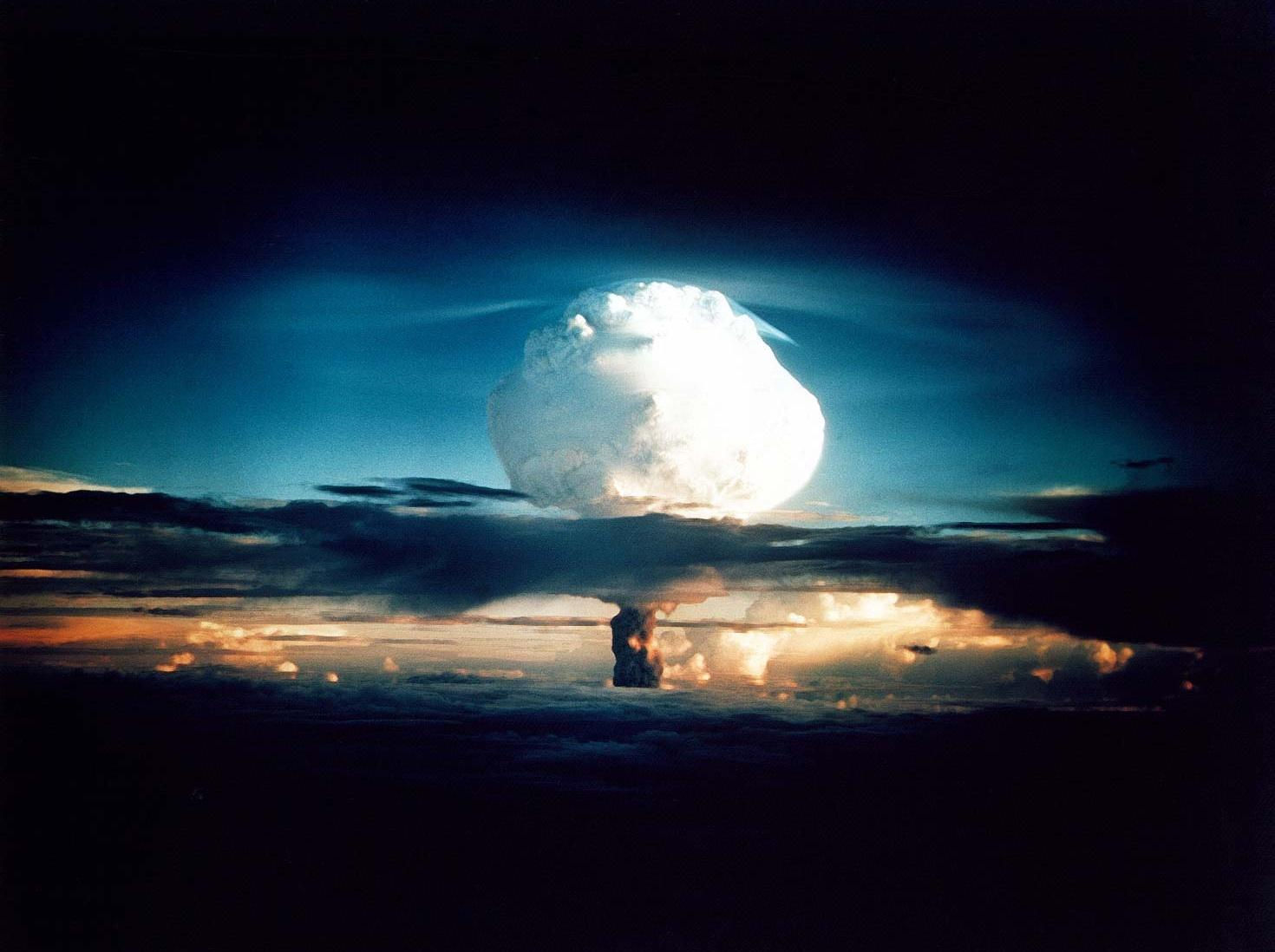
Den första vätebomben, Ivy Mike, 1952.

Fusionsenergi (vardagligt vätekraft) är energi som frigörs vid sammanslagning av lätta atomer. Energiproduktionen i solen och andra huvudseriestjärnor bygger på fusion. Fusionskraftverk är en hypotetisk framtida form av kärnkraftverk, som skulle använda fusionsenergi.
Fördelen med fusionskraftverk framför traditionella kärnkraftverk vore att processen inte behöver lämna efter sig lika starkt radioaktiva ämnen som vid fission. Problemet med fusion är att extremt höga temperaturer måste kunna kontrolleras, vilket inte lyckas med dagens teknik.
Istället för att klyva tunga kärnor (fission) kan energi frigöras genom fusion (sammanslagning) av lätta atomkärnor med processer som är besläktade med energiproduktionen i solen och andra huvudseriestjärnor. Inga sådana kraftverk finns ännu i kommersiell drift men det pågår forsknings- och utvecklingsarbete eftersom de potentiella fördelarna är mycket stora. Mest har man intresserat sig för följande reaktion:
D + T → 4He + n + 17,6 MeV.
Större delen av den frigjorda energin utgörs av kinetisk energi hos den neutron som frigörs.
Ett sätt att åstadkomma den här fusionen av deuterium och tritium är att upphetta atomerna till extremt hög temperatur (över 100 miljoner grader) och högt tryck (8 atm). Eftersom inga material tål sådana temperaturer försöker man stänga inne den upphettade plasman i ett magnetfält inuti en torusformad tank. Det kan vara en tokamak eller en stellarator. Än så länge klarar man bara detta under mycket kort tid. Neutronerna är opåverkade av magnetfältet och träffar tankens väggar som är täckt av en filt (en. blanket) som tar upp energin och där värmen förs bort med lämpligt kylmedium, till exempel vattenånga eller en gas som helium. En annan metod är tröghetsinnesluten fusion, att utsätta små kapslar med deuterium och tritium för intensiva laser-, röntgen- eller partikelpulser varvid fusionsprocesser kan starta.
Hittills har det också krävts tillförsel av mer energi för att köra processen än vad man kunnat utvinna ur den. Ett kommersiellt utnyttjande av fusionskraften ligger i bästa fall troligen mellan 30 och 50 år in i framtiden. Den 13 december 2022 meddelade USA:s Energimyndighet att forskare vid National Ignition Facility för första gången hade lyckats uppnå en nettovinst av energi från en fusionsreaktion, men att energikonverteringen fortfarande kräver mer energi än vad som produceras vid reaktionen.
Risken för katastrofala olyckor liknande exempelvis Tjernobylolyckan är obefintlig eftersom mängden bränsle i reaktorn är väldigt liten jämfört med ett konventionellt kärnkraftverk. Man räknar med att ingen som befinner sig utanför en fusionsanläggning kan behöva bli utsatt för strålning; strålningsskyddet behövs enbart för dem som arbetar på verket. D-T-reaktionen ger inte upphov till radioaktivt avfall men material i reaktorkonstruktionen kan bli radioaktivt. Med lämpligt val av konstruktionsmaterial blir det radioaktiva avfallet förhållandevis kortlivat (upp till cirka 100 år).
Tritium kan produceras i reaktorn från litium-6 och litium-7 varvid också energi produceras. Deuterium finns i havsvatten i stor mängd och tillsammans med litium som produceras under reaktionen finns en praktiskt taget obegränsad tillgång på material. Samtidigt ifrågasätter vissa experter starkt det realistiska i att producera tritium på detta sätt.